# Córrego Fundo
Córrego Fundo là một đô thị thuộc bang Minas Gerais, Brasil. Đô thị này có diện tích 105,387 km², dân số năm 2007 là 5635 người, mật độ 53,1 người/km².